# Заимка-Тренина
Заимка-Тренина — деревня в Тобольском районе Тюменской области России, входит в состав Ушаровского сельского поселения.
Находится около озера Иштамское. Без постоянного транспортного сообщения. Имеет статус труднодоступной. Существует непостоянная грунтовая дорога до деревни Пивнова и до дороги Тобольск — Уват.

## Население
| 2010 |
| ---- |
| 1    |

Всего в деревне 14 дворов. Личное подсобное хозяйство.